# 1599 en philosophie
Chronologie de la philosophie
- 1595
- 1596
- 1597
- 1598
- 1599
- 1600
- 1601
- 1602
- 1603

L’année 1599 a été marquée, en philosophie, par les événements suivants :

## Publications
- Giovanni Botero : Dell'vffitio del cardinale libri 2, per Nicolò Mutij, Rome, 1599 (lire en ligne)

## Naissances
- 19 mars à Puente la Reina-Gares : Antonio Pérez, jésuite, théologien, philosophe et écrivain espagnol, surnommé "Theologus mirabilis".

## Décès
- 4 novembre à Lisbonne : Pedro da Fonseca, jésuite, théologien, philosophe et écrivain portugais, surnommé l'Aristote portugais, né en 1528 au village de Proença-a-Nova.